# Titre généalogique des seigneurs de Totonicapan

Le Titre généalogique des seigneurs de Totonicapan, dans sa version espagnole Título de los Señores de Totonicapán, est un document en langue k'iche' de l'époque coloniale.
Le document contient l'histoire et les légendes du peuple quiché depuis ses origines mythiques jusqu'au règne de son roi le plus puissant, K'iq'ab. La version française a été traduite de l'espagnol par Hyacinthe de Charencey.